# Basilosaurus

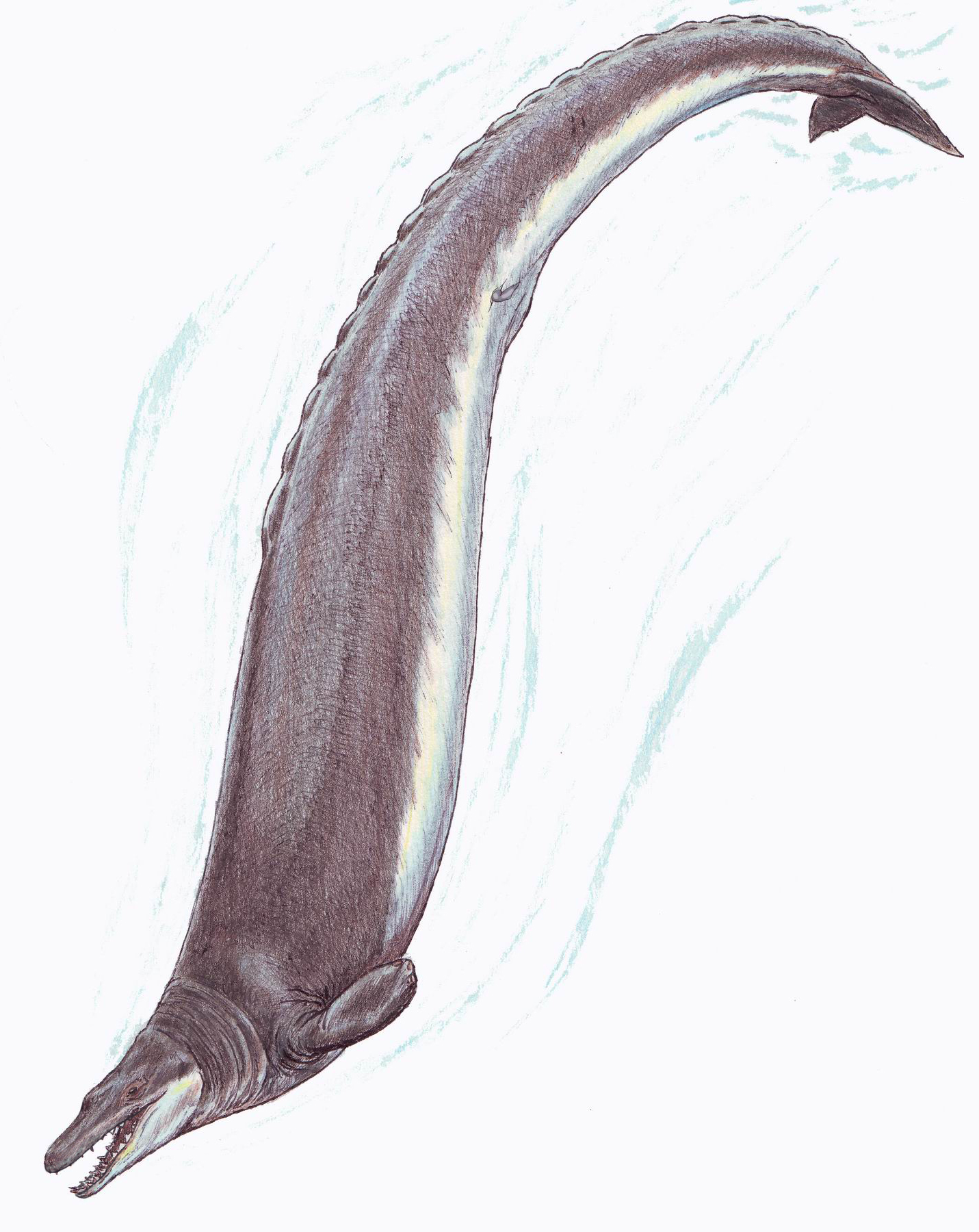
Basilosaurus

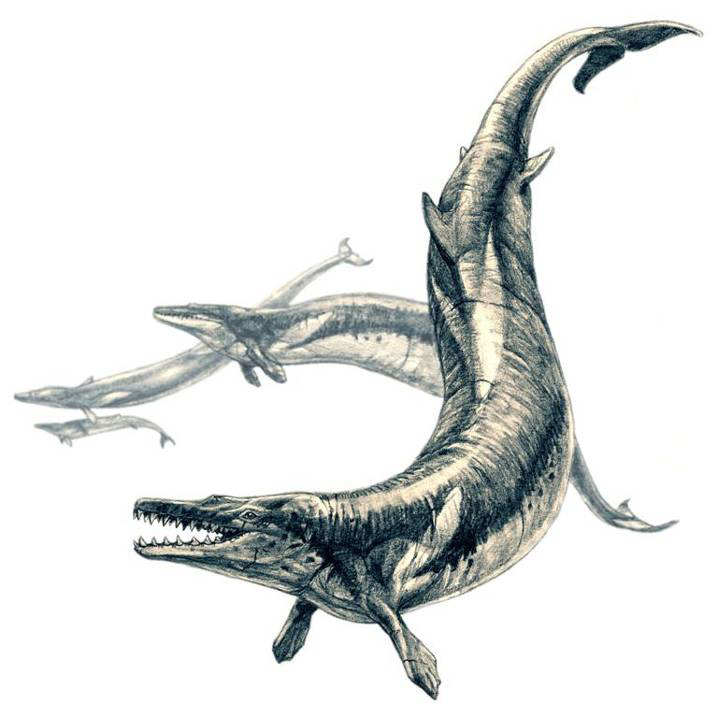
Basilosaurus

O Basilosaurus ("rei lagarto") foi um género de cetáceo pré-histórico que viveu entre 34 e 39 milhões de anos atrás no Eoceno. Um antigo parente dos golfinhos e baleias atuais. Mesmo sendo um mamífero, seu nome quer dizer "Lagarto rei''. 
Os seus primeiros restos fossilizados foram descobertos nos Estados Unidos, em Louisiana, e pensava-se terem pertencido a uma espécie de animal marinho reptiliano, daí o sufixo "saurus" (que significa "lagarto"). 
Algo sobre o Basilosaurus que instantaneamente causa confusão é o seu nome. Fósseis de duas das espécies foram encontrados no Egito e Paquistão. Quando estudados e nomeado o género pela primeira vez por Richard Harlan, ele chegou à conclusão de que seria provavelmente um réptil marinho, e assim o chamou de Basilosaurus, ou 'Lagarto Rei'. Não foi até que os restos foram estudados por Richard Owen que eles foram confirmados como mamíferos, um cetáceo totalmente aquático, como as baleias e os golfinhos que descenderiam dele milhões de anos depois. Owen então propôs que o Basilosaurus deveria ser renomeado Zeuglodon (dentes do jugo), mas como Basilosaurus era o nome oficialmente registrado, não podia ser alterado, então Zeuglodon tornou-se um sinônimo em vez de um substituto.
Basilosaurus representa uma das primeiras baleias, descendente de mamíferos terrestres como Ambulocetus. Evidência disso pode ser vista nas nadadeiras. As nadadeiras dianteiras ainda têm uma articulação do cotovelo, algo que hoje só é visto em focas. As nadadeiras traseiras onde as patas traseiras que estariam em seu ancestral são bastante reduzidas e, embora possam ter sido usadas para obter maior aderência em um companheiro, elas acabariam desaparecendo em baleias posteriores. 
O Basilosaurus media até 18 metros e apresentava um elevado grau de alongamento em comparação com as baleias atuais; este alongamento "anormal" é o que fez com que os cientistas supusessem que o Basilosaurus nadava se propulsionando com movimentos ondulandes de todo o seu corpo e não apenas com movimentos caudais, como nos cetáceos atuais. Ele também possuía ainda vestígios de patas traseiras. Ele se alimentava de outros mamíferos marinhos e peixes grandes.
O estudo do esqueleto do Basilosaurus revelou que ele era bastante restrito em termos de movimento. Tinha músculos relativamente fracos e não podia mergulhar fundo nem nadar por longos períodos, pelo menos no que pode ter sido a velocidade de perseguição de presas. As vértebras, ao contrário das baleias modernas que são sólidas, eram ocas e provavelmente cheias de fluido. Esta não é uma adaptação para uma criatura do fundo do mar, pois o desequilíbrio de pressão entre o fluido nas vértebras ocas e a pressão mais forte da água profunda do lado de fora poderia, em teoria, causar lesão na coluna vertebral com as vértebras sendo esmagadas se a pressão se tornasse muito forte. Todos somados, os fatos apontam para um animal que nadava e caçava apenas em águas próximas à superfície.
Em 1845, o Dr. Albert Koch construiu um animal composto de numerosos espécimes de restos de Basilosaurus. Este composto foi nomeado Hydrarchose fez uma turnê pelo mundo até sua destruição no incêndio do Grande Chicago em 1871. Além de nunca existir, o material foi apresentado como uma serpente marinha, não uma baleia. Não só mais de uma espécie Basilosaurus foram usadas na construção, mas também fósseis de outros animais também foram incluídos. Apesar de outros cientistas da época terem sido rápidos em apontar que não representava uma criatura real, referências a esta pseudo-reconstrução como um animal real ainda são às vezes feitas por aqueles que não conhecem essa história, embora felizmente isso esteja ficando cada vez mais raro.
Co-existindo com esses enormes carnívoros estava Dorudon, uma baleia menor da mesma família. De fato, os cientistas acreditavam anteriormente que os espécimes de Dorudon eram jovens Basilosaurus, mas agora está bem claro que não é verdade, e que as relações entre eles estavam longe de serem amigáveis. Alguns dos espécimes jovens de Dorudons têm marcas de mordidas, infligidas por Basilosaurus, em seus crânios

## Espécies
- Basilosaurus cetoides, da América do Norte

- Basilosaurus drazindai Gingerich, Arif, Bhatti, Anwar e Sanders, 1997, do Paquistão

- Basilosaurus isis, do Egito

## Cultura popular
No livro Moby Dick, de Herman Melville, o protagonista Ishmael cita durante seus estudos o basilossauro como possível fóssil de cetáceos.